# 6828 Elbsteel
Elbsteel là một tiểu hành tinh vành đai chính, được phát hiện vào ngày 12 tháng 11 năm 1990 bởi Duncan Steel ở Đài thiên văn Siding Spring ở Úc và đặt tên theo con trai của ông, Elliot Lewis Barnaby Otto Lewis Johnson Magnus Lexington Fae Tang Steel (E. L. B. O. L. J. M. L. Steel).